# Vytenis
Vytenis (Wit-Russisch: Віцень, Vitzen) was de vorst van Litouwen van ca. 1295 tot ca. 1316. De regeringstijd van Vytenis werd gekenmerkt door voortdurende oorlogvoering met Roes, Mazovië en de Duitse Orde om de macht van het grootvorstendom te consolideren.

## Strijd met de Duitse Orde
Vytenis wordt voor het eerst vermeld in 1292 tijdens zijn vader Butvydas' invasie van Mazovië. Een leger van 800 man kwam tot Łęczyca. Na de dood van zijn vader in ca. 1295 werd hij grootvorst. 
Vytenis werd al snel betrokken in een opvolginsstrijd in Polen. Hij ondersteunde Boleslaw II van Mazovië, die getrouwd was met de Litouwse prinses Gaudemunda, tegenover Wladislaus de Korte. In Roes slaagde Vytenis om het na de moord op Mindaugas verloren land terug te winnen en de vorstendommen Pinsk en Toerov te veroveren.
De kruistocht tegen de heidense Litouwers en Samogitiërs laaide op, en bereikte een nieuw niveau in de jaren 1290 toen de Pruisen en andere Baltische stammen door de Duitse Orde werden onderworpen. Tijdens Vytenis's bewind werd langs de Memel en de Jūra een verdedigingslijn van forten aangelegd. In deze tijd deed de Duitse Orde pogingen om via Samogitië een verbinding met de gebieden van de Lijflandse Orde in het noorden vast te stellen. Tijdens het bewind van Vytenis organiseerde de Duitse Orde zo'n 20 invallen in Samogitië. 
Vytenis nam maatregelen om de invloed van de lokale Samogitische adel in te perken, zoals blijkt uit een toename van het aantal overlopers. Het lijkt erop dat zijn broer Gediminas hem hielp om de adel te beheersen, welke serieus overwoog om zich in Pruisen als vazallen van de Duitse Orde te vestigen. De Orde versterkte haar controle over Semgallen, waar de Litouwers sinds de Slag bij Aizkraukle in 1279 hun garnizoenen hadden. De Orde veroverde in 1313 het kasteel van Daugavpils, dat sinds 1281 door de Litouwers was bezet.

## Bondgenootschap met Riga
In 1297 groeide meningsverschillen tussen de aartsbisschop van Riga, burgers van Riga, en de Lijflandse Orde uit tot een interne oorlog. Vytenis bood de burgers van Riga hulp aan en maakte zelfs een aantal vage beloftes zich te bekeren tot het christendom, om religieuze spanningen tussen de heidense soldaten en christelijke bewoners te verzachten. Vytenis viel Lijfland binnen, vernietigde het kasteel van Karksi, en versloeg de Orde in de Slag bij Turaida, waarbij de ordensmeester Bruno en 22 ridders gedood werden. Nadat zijn macht in Lijfland gevestigd was, organiseerde Vytenis van 1298 tot 1313 elf campagnes in de Pruisische gebieden van de Duitse Orde. Hierbij kwam hij tot Brodnica, waar de gehele bevolking werd afgeslacht. 
In Riga was tot 1313 een Litouws garnizoen gelegerd, tot de burgers van de stad de Lijflandse Orde terugriepen en de heidenen wegstuurden. De vriendschappelijke betrekkingen met Riga bevorderden de handel en hielpen de Litouwse invloed aan de Dvina te consolideren, waar omstreeks 1307 Polotsk, een belangrijke handelspost, door Litouwen werd geannexeerd. Vanwege de nauwe contacten met Riga nodigde Vytenis Franciscaner monniken uit om in 1312 in Navahroedak voor Duitse kooplieden een katholieke kerk te onderhouden. 
Omstreeks 1316 werd het Metropolitanaat van Litouwen opgericht. Dit werd een instrument in de strijd tussen Vilnius en Moskou voor de religieuze leiders van Roes.

## Overlijden en opvolging
Vytenis is overleden omstreeks 1315, zonder erfgenaam. De omstandigheden rond zijn dood zijn niet bekend. Voor een lange tijd beweerden Russische historici dat hij door de bliksem werd getroffen. Dit berustte echter op een gebrekkige vertaling van Duitse propaganda die beweerde dat Vytenis door de usurpator Gediminas vermoord werd. Vytenis wordt voor het laatst genoemd in september 1315, tijdens de mislukte belegering van Christmemel, het eerste kasteel dat de Duitse Orde op de rechteroever van de Memel gebouwd had. 
Historici weten van slechts één zoon van Vytenis, Žvelgutis (Swalegote), die mogelijk voor zijn vader stierf. Dit gaf Gediminas de gelegenheid om vorst van Litouwen te worden.